# Fehérjeszintézis

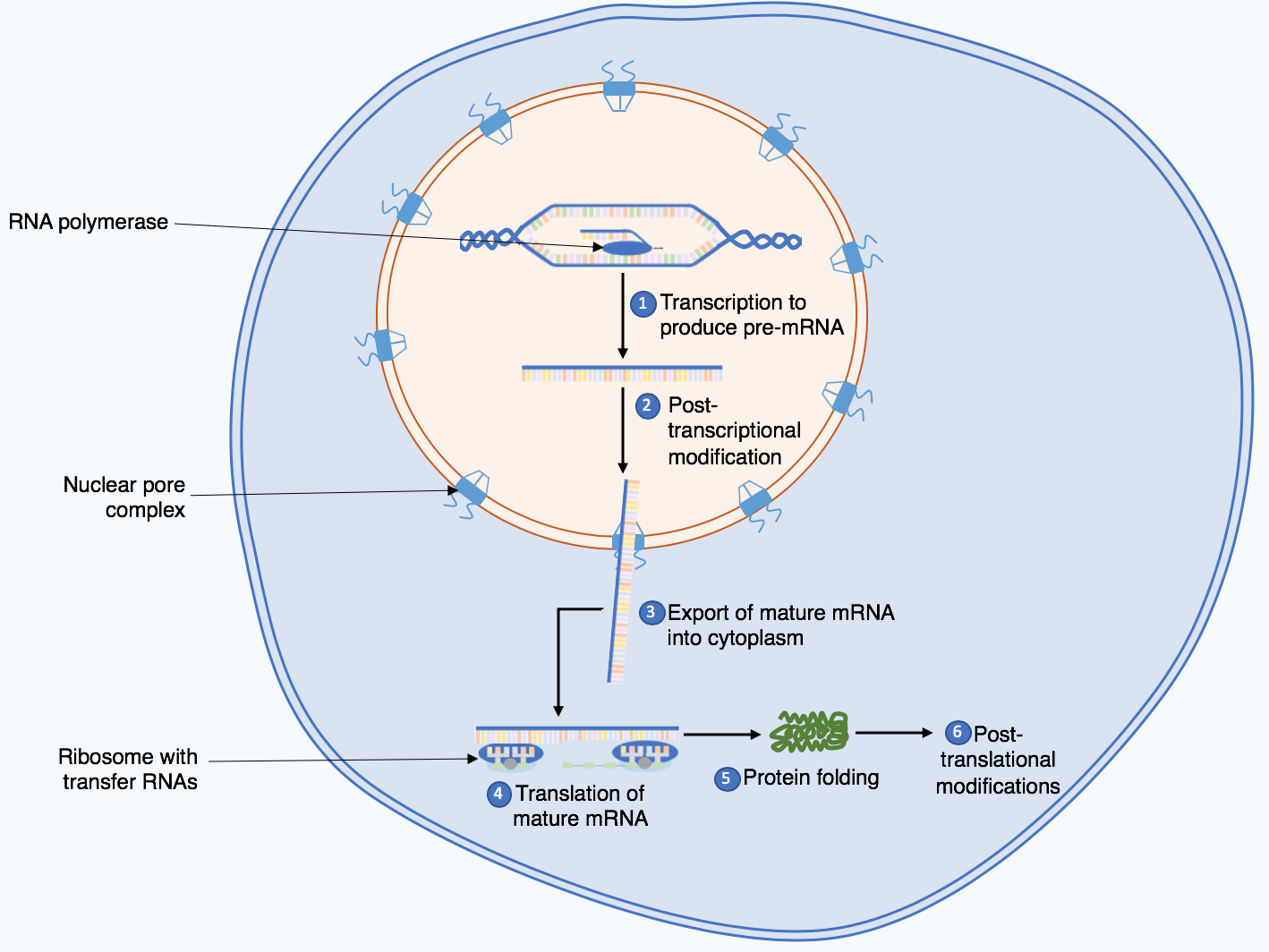
A fehérjeszintézis a sejtmag transzkripciójával és poszttranszkripciós módosításával kezdődik. Ezután az érett mRNS makromolekula a citoplazmába kerül, ahol lefordítódik, majd a polipeptidlánc összecsukódik és poszttranszlációs úton módosul

A fehérjeszintézis az a folyamat, amely során a sejtek új fehérjéket termelnek. A szintézis szabályozottsága és egyensúlya a sejtfehérjék lebomlásától vagy az export révén történő elvesztésétől függ.
A fehérjeszintézis során képződnek azok az aminosavakból álló, lineáris – tehát nem elágazó – molekulák, amelyeket gyűjtőnéven fehérjéknek nevezünk.
A fehérjéket felépítő aminosavakat peptidkötés rögzíti egymáshoz, amelyeket a riboszóma nevű molekula-komplex alakít ki a sejt citoplazmájában. Az aminosavakból összeálló, proteineknek nevezett makromolekulák alkotják például az izomzatunk erőt kifejtő részét, vagy a tükörtojás sütés során kifehéredő karimáját. A „fehérje” elnevezést pont az utóbbi megfigyelés alapján kapta e molekulatípus. A szervezetben lejátszódó reakciók túlnyomó többségét enzimek katalizálják (eltekintve a ribozimoktól), amelyek szintén fehérjék.
A sejt DNS-állományában bázispár-kombinációk formájában tárolt információ tulajdonképpen a 20-féle aminosav valamelyikét kódolja, három bázispárból álló „szavakban” (ún. tripletekben). Egy-egy gén egy adott fehérje tervrajzát tartalmazza. A transzkripció során ez a leírás egy közti molekula (mRNS) formájában mobilizálódik, és a genomból a fehérjeszintézist végző riboszómákhoz kerül. Ezek az mRNS-t tervrajzként használva gyártják le a fehérjéket, az aminosavakat egyenként egymás mögé kapcsolva. A transzkripció helye a sejt DNS-állományához kötött: eukarióták (valódi sejtmagosok) esetén ez a sejtmag, míg prokarióták (sejtmagnélküliek) esetén a citoplazma.
- Az mRNS bázissorrendjének lefordítása a riboszómán történik.
- A sejtplazmában minden tRNS bázishármasával kapcsolódó része az antikodon.
- Az olvasás mindig a lánckezdő metionintól (AUG) kezdődik, és a stop jelig tart, amelyhez nem kapcsolódik aminosav.
- A létrejövő polipeptidlánc a Golgi-készülékben éri el végleges szerkezetét, például úgy, hogy kisebb-nagyobb szénhidrátláncok kapcsolódnak hozzá.

## Szakaszai

### Transzkripció (átírás)
Az RNS-szintézist az RNS-polimeráz nevű enzim katalizálja. A szintézis kezdetén a DNS kettős hélix szerkezete felnyílik. Az RNS-polimeráz a DNS úgynevezett értelmes szálához kapcsolódik, és megkezdi annak átírását. Ez az átírás a bázispárképzés szabályainak megfelelően történik, tehát az adeninnel szemben mindig uracil, a timinnel szemben mindig adenin, a citozinnal szemben mindig guanin és a guaninnal szemben pedig mindig citozin épül be. A bázisok beépítéséhez egy ATP energia szükséges. A szintézis végén az RNS molekula leválik a DNS-ről és visszaáll a kettős hélix szerkezet. Ezután, eukarióták esetén, az mRNS a sejtmaghártya pórusain át a citoplazmába transzportálódik, míg prokariótáknál már a transzkripció alatt úgynevezett riboszómák kapcsolódnak az mRNS-hez és megkezdik a fehérjék előállítását. Egy-egy mRNS-hez egyszerre több riboszóma is kapcsolódhat, meggyorsítva a folyamatot, ezeket a képződményeket poliriboszómáknak nevezzük.

### Aminosavak aktiválása
Az aminosavak aktiválása energiaigényes, a szükséges mennyiséget ATP hidrolízise fedezi. Az aminosavak aminosav aktiváló enzimhez kapcsolódnak, ez az enzim lép kapcsolatba a tRNS molekulával, végül az aminosav kapcsolódik a tRNS aminosavkötő helyére.

### Transzláció (fordítás)
A riboszóma kisebbik alegysége kapcsolódik az mRNS 5' végéhez, majd ezután kapcsolódik a riboszóma nagyobbik alegysége is. A transzláció során a riboszóma (multienzim-komplex) határozza meg a szintézisben részt vevő molekulák térbeli elrendeződését, együtt tartja az mRNS-t és a növekvő polipeptidláncot, és folyamatosan továbblép az mRNS-en a szintézis előrehaladásával. A transzláció apparátusa a polipeptid képzésekor a mRNS-en 5'-3' irányban halad. Minden egyes aminosavnak 3-3 nukleotidból álló kodonja sorakozik egymás után a mRNS-en, amelyek a tRNS-eken található 3-3 komplementer nukleotidból álló antikodonnal párosodnak. A transzláció első lépéseként az első aminosavat (a lánckezdő metionint) szállító tRNS kapcsolódik a riboszóma P (peptidkötő) helyéhez, a következő aminosavat szállító tRNS pedig az A (aminosavkötő) helyéhez. A P-helyen lévő metionin (majd később a polipeptid) és A-helyre szállított aminosav között ATP-energia felhasználásával és enzimek segítségével peptidkötés alakul ki, ezután a kialakított peptidszakasz továbbítódik a peptidkötőhelyre, a beépült aminosavat szállító tRNS szabadon leválik, a riboszóma továbblép az mRNS-en. A megfelelő kodon felismerése után az aminoacil-tRNS-ek egymás után kapcsolódnak a riboszómához, adják le az aminosavakat és így hosszabbítják a polipeptid láncot. A növekvő polipeptid lánc a riboszóma kis alegységéhez kapcsolódik.
A polipeptid lánc szintézisének végét az úgynevezett „stop” kodonok határozzák meg. Három lánczáró kodon létezik: UAA, UGA, UAG. A terminációs kodonhoz egy release-faktor kapcsolódik, a peptidil-transzferáz képessé válik a P-helyen lévő utolsó tRNS és aminosav közötti kötés hidrolízisére, ezután a tRNS és a polipeptid távozik, majd megszűnik a riboszóma és az mRNS közötti kapcsolat, végül a riboszóma alegységeire hidrolizál.

### Posztszintetikus módosítások
A polipeptidlánc a szintézis lezárultával további, posztszintetikus vagy poszttranszlációs módosításokon megy keresztül:
- Kialakul a fehérje másodlagos szerkezete,
- Az első (metionin) vagy első néhány aminosavat enzimek eltávolíthatják, vagy a láncot elvághatják
- Különböző cukoregységek lehasítására és újabbak hozzáépítésére kerülhet sor (glukoziláció).
- Különböző funkciós csoportok kapcsolódhatnak a lánchoz, vagy foszfátok, lipidek, szénhidrátok.